# Euan Miller
Sir Euan Alfred Bews Miller, KCB, KBE, DSO, MC (* 5. Juli 1897; † 30. August 1985) war ein britischer Offizier und zuletzt Generalleutnant der British Army, der unter anderem zwischen 1951 und 1954 Militärsekretär des Kriegsministeriums (Military Secretary, War Office) war. Darüber hinaus bekleidete er zwischen 1957 und 1960 das zeremonielle Amt des Lieutenant of the Tower of London.

## Leben
Euan Alfred Bews Miller, Sohn von A. E. Miller, absolvierte nach dem Besuch des Wellington College in Crowthorne eine Offiziersausbildung am Royal Military College Sandhurst. Nach dem Abschluss wurde er am 17. April 1915 als Second Lieutenant in das Infanterieregiment King’s Royal Rifle Corps übernommen. Aufgrund seiner militärischen Verdienste im Ersten Weltkrieg wurde er 1918 mit dem Military Cross (MC) ausgezeichnet. Er fand in den folgenden Jahren zahlreiche Verwendungen als Offizier sowie Stabsoffizier und war zwischen 1926 und 1927 Absolvent des Staff College Camberley, an dem Douglas Wimberley, Charles Hudson, Edward Williams, George Wood, John Whitaker und Noel Holmes zu seinen Lehrgangskameraden gehörte. Nach zahlreichen weiteren Verwendungen in der Zwischenkriegszeit wurde er wegen seiner Verdienste im Zweiten Weltkrieg 1945 zum Companion des Distinguished Service Order (DSO) ernannt.
Nach Kriegsende war Miller als Brigadier zwischen Februar 1946 und Juli 1948 stellvertretender Militärsekretär des Kriegsministeriums (Deputy Military Secretary, War Office) und wurde 1949 auch zum Companion des Order of the Bath (CB) ernannt. Als Major-General fungierte er von Juni 1949 bis März 1951 als Chef des Generalstabes der Landstreitkräfte im Mittleren Osten (Chief of the General Staff, Middle East Land Forces).
Nach seiner Beförderung zum Lieutenant-General löste er im März 1951 Generalleutnant Sir Kenneth McLean als Militärsekretär beim Kriegsminister (Military Secretary to the Secretary of State for War) ab und war damit bis zu seiner Ablösung durch Generalleutnant Sir Colin Callander im Dezember 1954 enger Mitarbeiter der damaligen Kriegsminister John Strachey beziehungsweise ab dem 31. Oktober 1951 von dessen Nachfolger Antony Head, 1. Viscount Head. Im Zuge der sogenannten „Birthday Honours“ wurde er am 7. Juni 1951 als Knight Commander des Order of the British Empire (KBE) geadelt, so dass er fortan das Prädikat „Sir“ führte. Im Rahmen der „Birthday Honours“ wurde er am 10. Juni 1954 auch zum Knight Commander des Order of the Bath (KCB) erhoben. Darüber hinaus bekleidete er als Nachfolger von Generalleutnant Sir Oliver Leese zwischen dem 3. August 1954 und seiner Ablösung durch Generalleutnant Sir Roger Bower am 10. September 1960 das zeremonielle Amt des Lieutenant of the Tower of London.
Aus seiner 1926 geschlossenen Ehe mit Margaret Petrena Brocklebank gingen ein Sohn und zwei Töchter hervor.